# Behdad Esfahbod

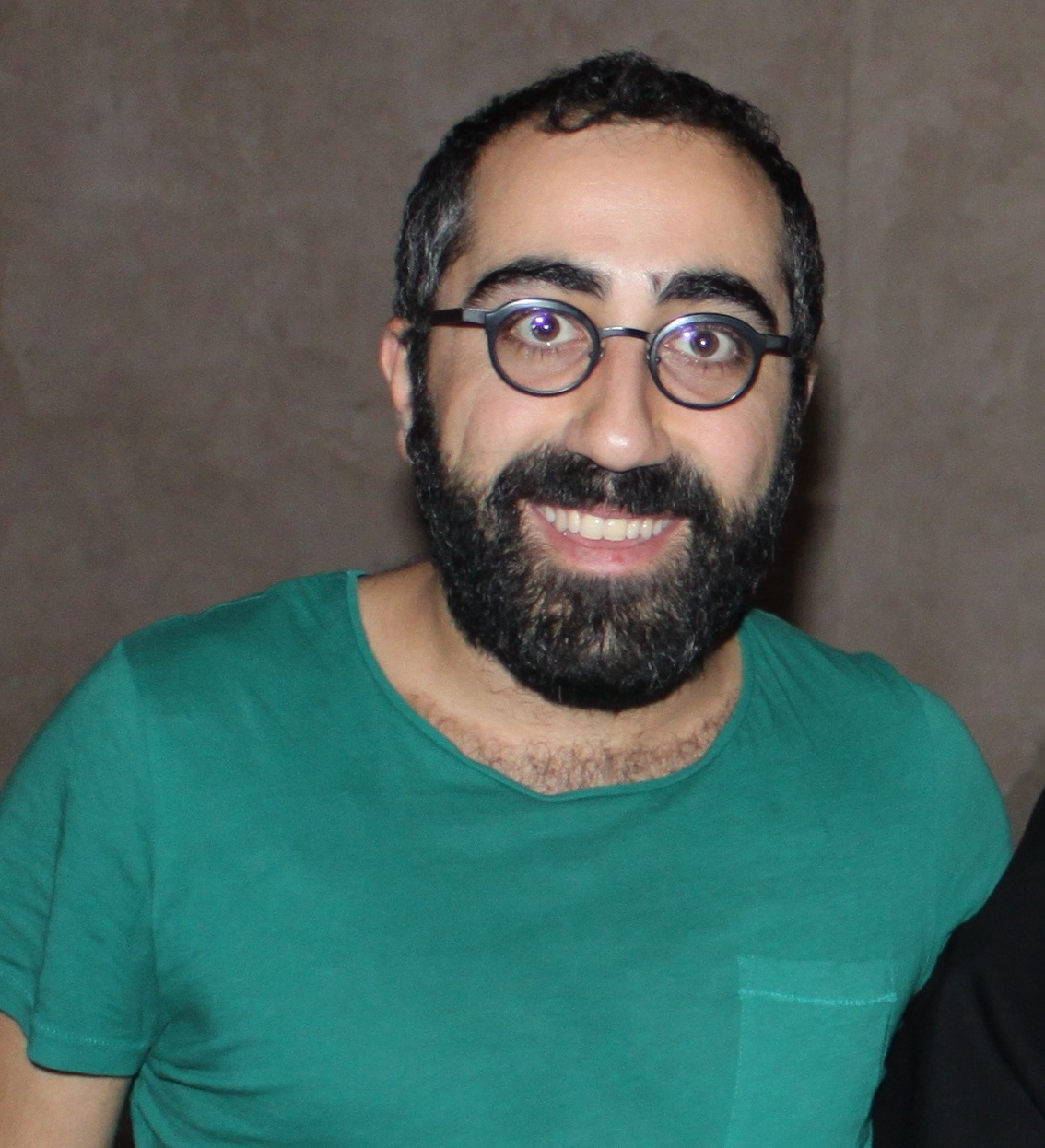
Behdad Esfahbod atendiendo una conferencia en Irán

Behdad Esfahbod es programador iraní y desarrollador de software libre. Esfahbod fue ganador de las medallas plata y oro en la Olimpiada Internacional de Informática en los años 1999 y 2000 respectivamente.
Esfahbod era un empleado de la compañía de software Red Hat y actualmente trabaja para Google en la ingeniería de tipos de letras y la representación de texto. Sus otros proyectos incluyen Cairo, Fontconfig, HarfBuzz y Pango, los cuales son partes estándar del entorno de escritorio GNOME, navegador web de Google Chrome y paquete de software LibreOffice. Él recibió el premio O'Reilly de software de código abierto en 2013 por su trabajo con el proyecto HarfBuzz.